# 2K12 Kub
El 2K12 «Kub» (en ruso: 2К12 «Куб», designación OTAN: SA-6 Gainful) es un sistema antiaéreo móvil de misiles superficie-aire de alcance medio de origen soviético diseñado para proteger las fuerzas terrestres de un ataque aéreo. "2К12" es la designación GRAU de este sistema y su apodo "Kub" en ruso significa "cubo".
Cada batería 2K12 consta de varios vehículos de tracción por orugas similares. Uno de los cuales porta el radar 1S91 (vehículo SURN, designación OTAN: "Straight Flush"), que funciona en la banda G/H a 25 kW y tiene un alcance de 75 km, equipado con un iluminador de onda continua y una mira óptica. La batería suele incluir cuatro vehículos de transporte-erección-lanzamiento (TEL) de tres misiles y también cuatro camiones con grúa que portan tres misiles de repuesto cada uno. El TEL está basado en un chasis GM-578, mientras que el vehículo del radar 1S91 en un GM-568, todos desarrollados y producidos por MMZ.

## Desarrollo
El desarrollo del 2K12 se inició después del 18 de julio de 1958 a solicitud del Comité Central del PCUS. El sistema estableció los requisitos para poder atacar objetivos aéreos a velocidades de 420 a 600 m / s (820–1,170 kn) a altitudes de 100 a 7,000 m (330 a 22,970 ft) a distancias de hasta 20 km (12 mi), con una probabilidad de derribo por disparo de al menos 0.7.
El diseño de los sistemas fue responsabilidad del ahora llamado Instituto de investigación científica y diseño de instrumentos Tijomírov (NIIP). Además de NIIP, otras oficinas de diseño participaron en la creación del sistema de misiles Kub, incluida la planta de construcción de máquinas Mytishchi, que diseñó y produjo el chasis de los componentes autopropulsados. Muchas de las oficinas de diseño luego cooperarían en el desarrollo del sucesor del 2K12 "Kub", el 9K37 "Buk"
Las primeras pruebas del sistema de misiles comenzaron a fines de 1959 y sirvió para descubrir una serie de problemas:
- baja potencia para el buscador de radar de misiles y cono de nariz mal diseñado.
- falla de diseño de las entradas de aire de misiles.
- Baja calidad de protección térmica dentro de la cámara del postquemador (el titanio fue reemplazado por acero).

En agosto de 1961, Toropov fue reemplazado por Lyapin como diseñador jefe de Vympel y en enero de 1962 Tikhomirov fue reemplazado por Figurovskiy como diseñador jefe de NIIP. Aun así, el trabajo no se intensificó. Antes de 1963, solo 11 de los 83 misiles disparados tenían instalada la cabeza del buscador; solo 3 lanzamientos tuvieron éxito.
El Kub derribó su primer objetivo aéreo el 18 de febrero de 1963, durante los ensayos estatales en el campo de pruebas de Donguz, óblast de Orenburg. Era un bombardero Ilyushin Il-28.
El sistema entró en un período de prueba extendido entre 1959 y 1966, después de superar las dificultades técnicas de producir el "Kub" 2K12, el sistema fue aceptado en servicio el 23 de enero de 1967 y entró en producción ese mismo año.
A veces se afirma que el sistema naval M-11 Shtorm es una versión del 3M9, pero este no es el caso, ya que el M-11 Shtorm es un sistema separado y, inusualmente para los misiles tierra-aire rusos, no está basada en una variante terrestre.
El "Kub" 2K12 fue recomendado para trabajos de modernización en 1967 con el objetivo de mejorar las características de combate (mayor alcance, ECCM mejorado, confiabilidad y tiempo de reacción). Una variante modernizada se sometió a pruebas de prueba en 1972 y finalmente se adoptó en 1973 como el "Kub-M1". El sistema experimentó otra modernización entre 1974 y 1976, nuevamente las características generales de combate del sistema se mejoraron con la prueba de limpieza "Kub-M3" y la entrada en servicio en 1976.

Después de que el diseñador jefe Ardalion Rastov visitó Egipto en 1971 para ver a Kub en funcionamiento, decidió el desarrollo de un nuevo sistema, llamado Buk, donde cada TEL debería tener su propio radar de control de disparo (TELAR) y ser capaz de atacar múltiples objetivos desde múltiples direcciones al mismo tiempo.

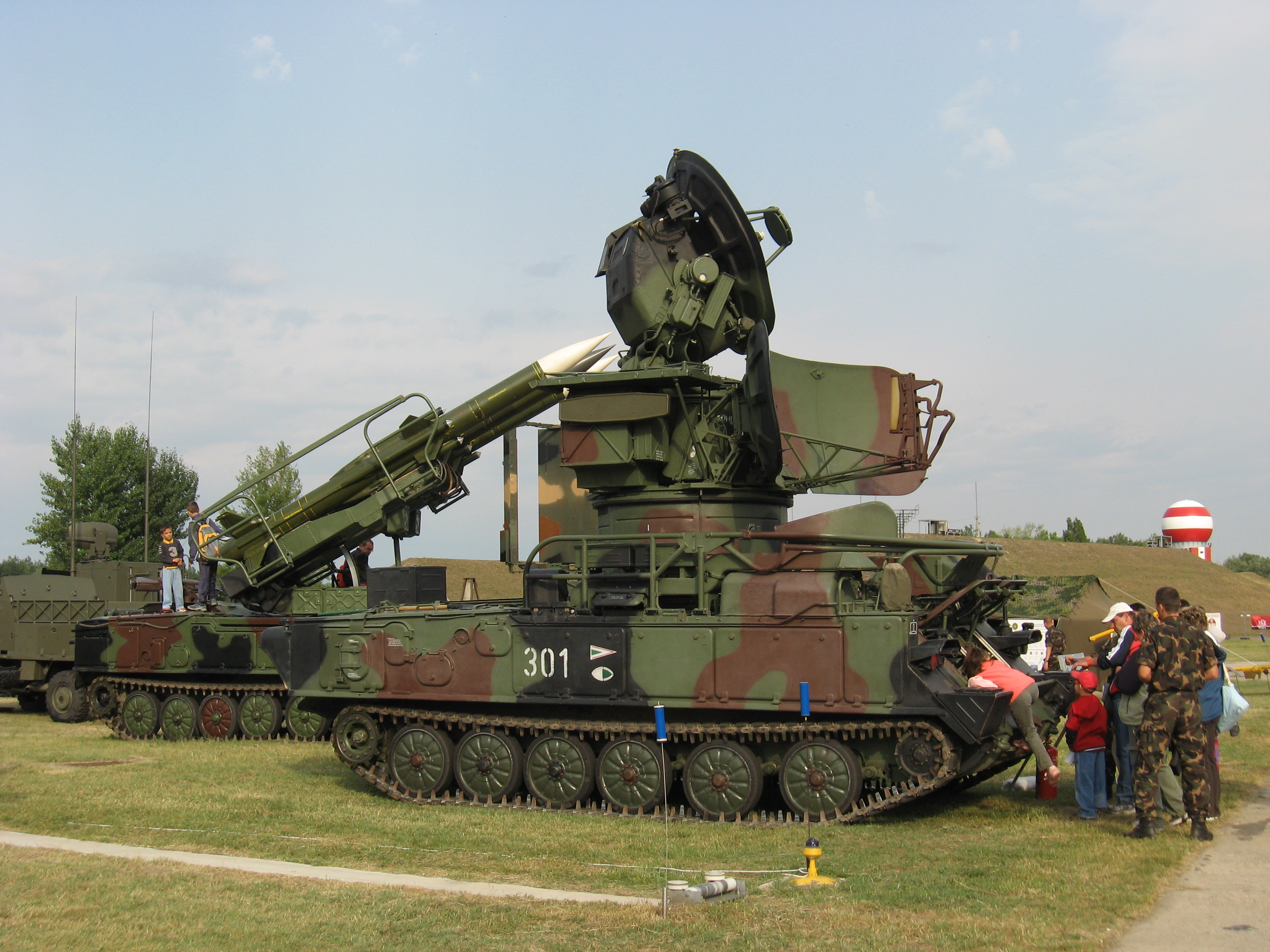
Vehículo radiolocalizador SURN del sistema 2K12 KUB.

El desarrollo principal final del sistema de misiles Kub se logró durante el desarrollo de su sucesor, el  9K37 "Buk" en 1974. Aunque el Buk es el sucesor de Kub, se decidió que ambos sistemas podrían compartir cierta interoperabilidad, el resultado de esta decisión fue el sistema "Kub-M4". El Kub-M4 utilizaba componentes Kub-M3 que podían recibir información de control de disparo desde el lanzador y radar del transporte 9А310 (TELAR) del 9K37 Buk. La ventaja de la interoperabilidad fue un aumento en el número de canales de control de fuego y misiles disponibles para cada sistema, así como una entrada de servicio más rápida para los componentes del sistema Buk. El Kub-M4 fue adoptado en servicio en 1978 después de la finalización de los ensayos.
Algunas de las primeras interpretaciones de desarrollo del sistema de misiles Buk utilizaron en gran medida componentes Kub, incluido el misil 3M9.
Hubo varios planes para integrar misiles occidentales de rastreo de radar activos en Kub. Por ejemplo, la empresa polaca WZU presentó un proyecto de un Kub armado de RIM-7 Sea Sparrow en la exposición de defensa MSPO 2008 en Kielce. También se informó que Vympel inició algunos trabajos para utilizar su misil aire-aire RVV-AE para modernizar el sistema Kvadrat SAM.
Además, la compañía checa RETIA presentó una actualización SURN (radar de control de disparo) con un canal óptico y nuevas pantallas a color de múltiples funciones, así como la actualización de radar y el sistema IFF. 
En 2011, se presentó un lanzador actualizado Kub (llamado "2K12 KUB CZ") con tres misiles Aspide 2000 en contenedores de lanzamiento en la exposición de la Exposición Internacional de Tecnologías de Defensa y Seguridad (IDET) en Brno. Las modificaciones fueron hechas por Retia.
En 2012 Raytheon propuso a Polonia una modernización del 2K12 Kub con la integración de misiles Evolved Sea Sparrow (ESSM) en lugar de los tres misiles originales montados en el vehículo.

## Descripción
El sistema 2K12 comparte muchos componentes con el sistema 2K11 Krug (SA-4). En muchos sentidos, están diseñados para complementarse entre sí; 2K11 es efectivo a grandes distancias y altitudes altas, 2K12 a distancias medias y altitudes intermedias.
El sistema puede adquirir y comenzar a rastrear objetivos utilizando el 1S91 "Самоходная установка разведки и наведения" (SPRGU - "Unidad de reconocimiento y guía autopropulsada" / OTAN: "Straight Flush" radar) a 75 km (47 mi) y comenzar iluminación y orientación a 28 km (17 millas). IFF también se realiza utilizando este radar. Solo puede guiar uno o dos misiles a un solo objetivo en cualquier momento. Inicialmente, el misil es guiado por comando con un rastreador de radar semiactivo terminal (SARH), con iluminación de objetivo proporcionada por el radar "Straight Flush". La detonación es a través del impacto o la espoleta de proximidad. En los últimos modelos, este vehículo también está equipado con un sistema de seguimiento óptico que permite la activación sin el uso del radar (por razones de sigilo de emisiones de RF activas, o debido a una fuerte interferencia del ECM), en cuyo caso la altitud efectiva se limita a 14 km / 46000 pies. El método de seguimiento óptico también permite enganches a altitudes por debajo de donde el radar puede rastrear objetivos. La velocidad máxima objetivo es alrededor de Mach 2 para enfrentamientos frontales y Mach 1 para enfrentamientos de persecución. La velocidad máxima del misil es aproximadamente Mach 2.8.
En contraste con el complicado misil Patriot o incluso el sistema Hawk más simple presentado por las fuerzas estadounidenses, la mayoría del sistema se monta en dos vehículos autopropulsados, en lugar de ser remolcados o montados en camiones, y el lanzador o el vehículo de control se pueden configurar para inicie en solo 15 minutos después de cambiar de ubicación.

### Misiles
Los misiles bastante grandes tienen un alcance efectivo de 4–24 km (2.5–15 millas) y una altitud efectiva de 50–14,000 m (164–45,931 pies). El misil pesa 599 kg (1.321 lb) y la ojiva pesa 56 kg (123 lb). La velocidad máxima del misil es de aprox. Mach 2.8. El sistema de propulsión combinado 9D16K incluía un motor de cohete de combustible sólido que, cuando se quema, forma la cámara de combustión para un ramjet en un diseño pionero que coloca este misil muy por delante de sus contemporáneos en términos de propulsión.
El misil estaba equipado con un buscador de radar semiactivo 1SB4, diseñado por MNII Agat, que pudo rastrear el objetivo por frecuencia Doppler desde el comienzo. Las actualizaciones posteriores (misil 3M9M3) podrían hacer esto antes del inicio. El diseñador jefe de la cabeza buscadora fue Yu.N. Vekhov, desde 1960 - I.G. Akopyan
En 1977 se creó una nueva versión, el 3M9M1 (designación DoD SA-6B) con tres misiles instalados en un chasis diferente (el mismo que el 9K37 "Buk" (nombre de la OTAN "Gadfly" / DoD SA-11), el reemplazo efectivo 2K12) con un radar de guía de misiles integrado "Fire Dome". Para comparaciones entre el 2K12, el 9K37, vea la entrada del Buk 9K37.
Una actualización incremental anterior vio los misiles 2K12 reemplazados por las versiones 2K12E y este sistema se conocía como Kvadrat ("Квадрат", que significa cuadrado). Este nombre se deriva del patrón de disposición más común de los vehículos militares del complejo 2K12, cuando el radar 1S91 está ubicado en el centro y los TEL 4x2P25 en los vértices de un cuadrado alrededor del radar.

### Radar 1S91
El vehículo SURN 1S91 incluía dos estaciones de radar: un radar de adquisición y distribución de objetivos 1S11 y un iluminador de onda continua 1S31, además de un interrogador IFF y un canal óptico.
Si bien la antena 1S31 se instaló en la sección superior de la superestructura y la 1S11 en la inferior, podían girar independientemente. Para reducir la altura del vehículo, el cilindro central pudo esconderse dentro del motor principal.
El alcance de adquisición del radar se informó como 50 km (31 millas) para el objetivo tipo Phantom II.
El peso total del vehículo 1S91 con una tripulación de 4 fue de 20,3 toneladas y el vehículo 2P25 con 3 misiles y una tripulación de 3 fue de 19,5 t.

### Radar adicional
El 2K12 también se puede usar a nivel de regimiento, si se usa como tal, puede ir acompañado de una serie de sistemas de radar adicionales para la búsqueda aérea extendida a mayor distancia y menor altitud, para complementar el 1S91 "Straight Flush". Estos sistemas incluyen:
- P-12 "Spoon Rest", un radar de alerta temprana VHF (también utilizado por el S-75 Dvina/SA-2), con un alcance de 200 kilómetros (120 millas).
- P-40 "Long Track", un radar de alerta temprana de banda E (también utilizado por el 2K11 Krug/SA-4 y 9K33 Osa/SA-8), con un alcance de 370 kilómetros (230 millas).
- P-15 "Flat Face A", un radar de alerta temprana UHF (también utilizado por el S-125 Pechora/SA-3, con un alcance de 150 kilómetros (93 millas).
- Radar de búsqueda de altura de banda E "Thin Skin" o "Side Net" (también utilizado por SA-2, SA-4 y SA-5, alcance 240 km / 148 millas)
- Radar IFF "Tabla de puntuaciones"

El "Spoon Rest" y el "Thin Skin" están montados en un camión, "Long Track" en un vehículo con orugas (un AT-T modificado) y "Flat Face" en una camioneta. Se desconoce qué tipo de montaje tiene el "Tablero de puntaje".
Sin el vehículo de radar móvil P-40 "Long Track", el 2K12 no puede rastrear aviones a gran altura.

## Operadores
- Argelia 12
- Bulgaria 24
- Bosnia y Herzegovina 45
- Chad 34
- Cuba 58
- República Checa 10
- Egipto 43
- Hungría 65
- India 200
- Irán 90
- Libia 27
- Birmania 14
- Mozambique 5
- Marruecos 10
- Corea del Norte 13
- Polonia 23
- Rumania 51
- Rusia 347
- Eslovaquia 24
- Serbia 23
- Siria 65
- Vietnam 49

### Antiguos operadores
- Checoslovaquia
- Irak
- Unión Soviética
- Yugoslavia

## Historia operacional

### Medio oriente

#### Guerra de Yom Kipur
En la guerra de Yom Kipur de 1973, los 2K12 egipcios y sirios sorprendieron a los militares israelíes, que estaban acostumbrados a tener superioridad aérea sobre el campo de batalla. El altamente móvil 2K12 tuvo un alto costo en los aviones de ataque A-4 Skyhawk más lento e incluso en los cazas pesados F-4 Phantom, formando un paraguas protector hasta que pudieron ser retirados o destruidos. Los receptores de advertencia de radar en el avión israelí no alertaron al piloto del hecho de que estaba siendo iluminado por el radar. El 2K12 funcionó bien según una conversación entre el general israelí Peled y Henry Kissinger, y causó la mayor cantidad de pérdidas israelíes de cualquier misil antiaéreo egipcio, seguido por el 9K32 Strela-2.
El rendimiento superior a baja altitud del arma, y su nuevo buscador de misiles semiactivo CW resultó en una tasa de éxito mucho mayor en comparación con los sistemas S-75 Dvina y S-125 Neva/Pechora anteriores. Si bien las pérdidas exactas continúan en disputa, alrededor de 40 aviones generalmente se citan como perdidos por disparos SAM, y el 2K12/SA-6 demostró ser la más efectiva de las tres armas. Los israelíes capturaron varios ejemplares en su contraofensiva, que fueron analizados por EEUU e Israel. Pero en conflictos posteriores, su desempeño disminuyó ya que los ejemplos capturados en 1973 dieron como resultado el desarrollo de contramedidas efectivas.

#### Guerra del Líbano de 1982

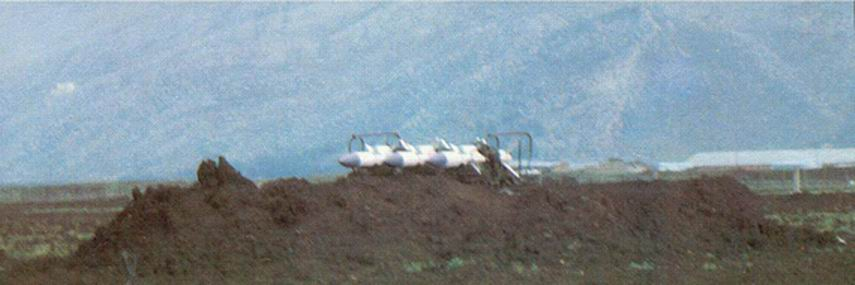
Parte de un 2K12 Kub sirio cerca de la carretera Beirut-Damasco, y con vistas al valle de la Becá, a principios de 1982.

Los sirios también desplegaron el 2K12 Kub en el Líbano en 1981 después de que los israelíes derribaron helicópteros sirios cerca de Zahlé. Las baterías SAM se colocaron en el valle de la Becá, cerca de la carretera Beirut-Damasco. Permanecieron cerca del sistema de defensa aérea sirio existente, pero no pudieron integrarse completamente en él. A principios de la guerra del Líbano de 1982, la Fuerza Aérea israelí se concentró en suprimir la amenaza SAM en el valle de Beqaa, lanzando la Operación Mole Cricket 19. El resultado fue un éxito total. Varias baterías 2K12 Kub, junto con los sistemas S-75 y S-125, fueron destruidas en un solo día. Si bien las propias defensas aéreas de Siria permanecieron en gran medida intactas, sus fuerzas en el Líbano quedaron expuestas a los ataques de los aviones de ataque israelíes durante el resto de la guerra. Se ha informado, sin embargo, que al menos un cazabombardero israelí F-4 Phantom fue derribado en el área por un SA-6 el 24 de julio de 1982.

#### Irak
Varias baterías 2K12 Kub, junto con otros sistemas SAM y equipos militares, fueron suministradas a Irak antes y durante la guerra entre Irán e Irak como parte de grandes paquetes militares de la Unión Soviética. Las baterías estuvieron activas desde el comienzo de la guerra en septiembre de 1980, anotando muertes contra los F-4E Phantom iraníes suministrados por Estados Unidos y los Northrop F-5E Tiger II.
El SA-6/Kub también fue utilizado durante la guerra del Golfo de 1991. La amenaza planteada por estos SAM llevó a la Marina de los Estados Unidos a equipar la cápsula ALQ-167 Bullwinkle Jamming en sus aviones F-14A Tomcats y A-6E Intruder.  En la noche de apertura de Tormenta del Desierto, el 17 de enero de 1991, un B-52G fue dañado por un misil. Se cuentan diferentes versiones de este compromiso. Podría haber sido un S-125 o un 2K12 Kub, mientras que otras versiones informan que un MiG-29A Fullcrum golpeó al bombardero con un misil R-27R.  Sin embargo, la Fuerza Aérea de los Estados Unidos disputa estas afirmaciones, afirmando que el bombardero fue alcanzado por fuego amigo, un misil antirradiación de alta velocidad AGM-88 (HARM) que se alojó en el radar de control de fuego del cañón de cola del B-52; el avión fue posteriormente renombrado In HARM's Way.  Poco después de este incidente, el general George Lee Butler anunció que la posición de artillero en las tripulaciones de B-52 sería eliminada, y las torretas de los cañones se desactivarían permanentemente, comenzando el 1 de octubre de 1991. 
El 19 de enero de 1991, un F-16 de la USAF (serie 87-228) fue derribado por un 2K12 Kub durante el masivo (aunque desafortunado) Paquete Q Strike contra un Bagdad fuertemente defendido. Fue el décimo avión de la coalición perdido en combate en la Operación Tormenta del Desierto. El piloto, el capitán Harry 'Mike' Roberts, se eyectó a salvo, pero fue hecho prisionero y liberado en marzo de 1991. El avión estaba en una misión para atacar el Edificio de la Sede de Defensa Aérea. Había volado 4 misiones de combate antes de perderse.
La amenaza 2K12 Kub fue controlada en gran medida por los activos aliados EW junto con los sistemas de misiles S-75 y S-125 más antiguos. La mayoría de las pérdidas se debieron a SAM guiados por IR.
Kubs continuó siendo utilizado por el ejército iraquí, junto con otros sistemas SAM, para desafiar las zonas de exclusión aérea impuestas por Occidente durante la década de 1990 y principios de la década de 2000. No pudieron derribar ningún avión de la Coalición, aunque varios sitios fueron destruidos como represalia. En un incidente, el 11 de septiembre de 1996, durante la Operación Provide Comfort II, se disparó un misil contra dos F-16 de la USAF en el norte de Irak, pero falló. El 30 de diciembre de 1998, un sitio 2K12 Kub cerca de Talil disparó 6-8 misiles contra aviones que hacían cumplir el componente Southern Watch de la NFZ. Los F-16 estadounidenses respondieron lanzando seis bombas guiadas por láser GBU-12 en el sitio y también lanzando dos HARM "como medida preventiva" para advertir a los operadores de radar iraquíes que no realicen más disparos.

#### Guerra civil siria
El 14 de abril de 2018, las fuerzas estadounidenses, británicas y francesas lanzaron 103 misiles aire-tierra y de crucero dirigidos a sitios en Siria. Según el ejército ruso, veintiún misiles Kub lanzados en respuesta supuestamente destruyeron once misiles entrantes. Sin embargo, el Departamento de Defensa estadounidense declaró que ningún misil aliado fue derribado.

#### Guerra civil yemení
Yemen del Sur operaba anteriormente estos sistemas en las fuerzas de defensa aérea de Yemen del Sur. Más tarde, Yemen Unido compró un gran número de estos sistemas en la década de 1990 y entraron en servicio con las fuerzas de defensa aérea yemeníes en 1999. El 6 de junio de 2019, las fuerzas hutíes derribaron con éxito un MQ-9 de la USAF. Los funcionarios de CENTCOM culparon del derribo a un sistema 2K12 Kub operado por Houthi.

### África

#### Guerra de la frontera de Sudáfrica
Las Fuerzas Armadas del Pueblo para la Liberación de Angola (FAPLA) adquirieron varios SA-6 de la Unión Soviética en 1981. Según la Agencia Central de Inteligencia, Angola había obtenido dieciséis lanzadores TEL para el sistema SA-6, que se desplegaron en El distrito de Moçâmedes. El ejército sudafricano señaló que los misiles le dificultarían proporcionar cobertura aérea para sus operaciones transfronterizas contra las guerrillas del Ejército Popular de Liberación de Namibia, que operaban desde santuarios angoleños. Todos los lanzadores 2K12 de Angola fueron destruidos en un ataque preventivo sudafricano como parte de la Operación Protea.
Los sitios de misiles Kub también fueron operados por las fuerzas expedicionarias cubanas en Angola durante la Operación Excite/Hilti. El 26 de junio de 1988, seis misiles 3M9M3 lanzados desde una batería cubana SA-6 fueron disparados contra un globo meteorológico sudafricano que se usaba como señuelo de radar sobre Tchipa. Los observadores sudafricanos utilizaron los datos de disparo para trazar la ubicación de los lanzadores SA-6 y los destruyeron en un bombardeo concentrado con obuses G5.

#### Guerra del Sahara Occidental
Las fuerzas del Frente Polisario adquirieron tres baterías llenas de misiles SA-6 de Argelia durante la guerra del Sahara Occidental, que utilizaron efectivamente contra los combatientes de la Real Fuerza Aérea Marroquí, incluido el derribo de dos combatientes Mirage F1 en 1981 durante una batalla importante en Guelta Zemmur.

#### Libia
El sistema fue desplegado por Libia durante la disputa fronteriza con Chad y demostró ser una amenaza para los aviones franceses, sin embargo, el 7 de enero de 1987, estos tuvieron éxito en destruir un sitio de radar SA-6 en el área de Faya Largeau con SEPECAT Jaguars armados con Martel Misiles antirradiación.
En marzo, los rebeldes chadianos capturaron la base aérea de Ouadi Doum, incautando prácticamente todo el equipo pesado utilizado para la defensa de este aeródromo, intacto. La mayor parte de este equipo fue transportado a Francia y Estados Unidos en los días siguientes, pero algunos SA-6 permanecieron en Chad. Al ser nuevas versiones del SA-6, distintas a las de 1973, el sistema quedó de nuevo comprometido.
Con esta catástrofe, la ocupación libia del norte de Chad, y la anexión de la Franja de Aouzou, habían terminado: para el 30 de marzo, las bases en Faya Largeau y Aouzou tuvieron que ser abandonadas. El LARAF ahora tenía una tarea completamente diferente: sus Tu-22B debían atacar las bases abandonadas y destruir la mayor cantidad posible de equipos. Los primeros ataques se realizaron en abril, y continuaron hasta el 8 de agosto de 1987, cuando dos Tu-22B encargados de atacar a Aouzou fueron emboscados por una batería SA-6 capturada utilizada por el ejército chadiano. Uno de los bombarderos fue derribado.
La defensa aérea libia, incluidas las baterías SA-6, estuvo activa durante la intervención militar de 2011 en Libia. Eran ya completamente ineficaces, no lograron derribar ningún avión de la OTAN o aliado.

### Europa

#### Polonia
El 19 de agosto de 2003, un Su-22M4K de la Fuerza Aérea Polaca fue derribado accidentalmente por fuego amigo durante un ejercicio con una batería SA-6 polaca. El avión volaba 21 km (13 millas) de la costa sobre el mar Báltico cerca de Ustka. El piloto, general Andrzej Andrzejewski, fue expulsado y fue rescatado después de dos horas en el agua.

#### Bosnia y Kosovo
Las fuerzas del Ejército de la República Srpska, que utilizaron SA-6 modificados, lograron derribar el F-16 de Scott O'Grady en 1995 y dos o tres aviones AN-2 croatas que se utilizaron como bombarderos nocturnos con bombas improvisadas de 100 kg.
Un Kub derribó un Mi-17 el 28 de mayo de 1995, matando al ministro bosnio Irfan Ljubijankić, a algunos otros políticos y a la tripulación ucraniana del helicóptero.
Durante la guerra de Kosovo en 1999, en la primera noche de la guerra (24/25 de marzo), un MiG-29 de la Fuerza Aérea Yugoslava volado por el Mayor Predrag Milutinović fue derribado por una batería Kub en un incidente de fuego amigo, mientras se acercaba al aeropuerto de Niš después de un compromiso fallido con aviones de la OTAN.
La defensa aérea yugoslava tenía 22 baterías SA-6. Mediante el uso de tácticas de lanzamiento y scoot, el sistema terrestre autopropulsado demostró una buena capacidad de supervivencia con solo tres radares perdidos frente a casi cuatrocientos disparos AGM-88. En comparación, los sitios fijos SA-2 y SA-3 sufrieron pérdidas de alrededor del 66 al 80 por ciento. Según el entonces comandante de la Fuerza Aérea y de la defensa aérea General Spasoje Smiljanić, durante la campaña de 78 días, 2K12 Kub solo tuvo 46 disparos con 70 misiles.

### Armas similares
- S-75 Dvina
- S-125 Neva/Pechora
- MIM-23 Hawk